# Georgetown Airport (flygplats i Australien)
Georgetown Airport är en flygplats i Australien. Den ligger i kommunen Etheridge och delstaten Queensland, omkring 1 400 kilometer nordväst om delstatshuvudstaden Brisbane.
Trakten runt Georgetown Airport är nära nog obefolkad, med mindre än två invånare per kvadratkilometer.. Närmaste större samhälle är Georgetown, nära Georgetown Airport.
Omgivningarna runt Georgetown Airport är huvudsakligen savann. Genomsnittlig årsnederbörd är 831 millimeter. Den regnigaste månaden är januari, med i genomsnitt 240 mm nederbörd, och den torraste är augusti, med 2 mm nederbörd.